# Олев Їгі
Олев Їгі (ест. Olev Jõgi; 9 січня 1919, село Веске, острів Сааремаа, Естонія — 27 січня 1989) — естонський літературознавець, перекладач. Заслужений письменник Естонії (1978). Лауреат Літературної премії Естонії 1971.
Закінчив у 1956 році Тартуський університет.

## Біографія
Автор збірок літературно-критичних статей «Літературні координати» (1963), «Брижі на воді» (1973), «Борозни і тіні» (1975, Літературна премія імені Ю. Смувла 1976).
Перекладав з білоруської мови. Брав участь у виданні на естонській мові вибраних віршів Янки Купали (1966), Якуба Коласа (1968). Переклав на естонську мову збірки оповідань «Сирітський хліб», повість «Остання зустріч» Янки Бриля, повість «Третя ракета» Василя Бикова, романи «Люди на болоті» і «Подих грози» Івана Мележа, трилогію «На роздоріжжя» Якуба Коласа.